# ТВ Центральної лікарні Дальбуду
ТВ Центральної лікарні Дальбуду — табірний підрозділ, що діяв в структурі Дальбуду.

## Історія
Табірне відділення (рос. ЛО) Центральної лікарні Дальбуду було організоване в 1951 році як Окремий табірний пункт (рос. ОЛП) і в 1952 році перетворено в Табірне відділення. Управління ЛО розміщувалося в селищі Дебін, Магаданська область. В оперативному командуванні воно підпорядковувалося спочатку Головному управлінню виправно-трудових таборів Дальбуду, а пізніше Управлінню північно-східних виправно-трудових таборів Міністерства Юстиції СРСР (УСВИТЛ МЮ).
Максимальна одноразова кількість ув'язнених могла досягати більше 2000 чоловік.
Основним видом виробничої діяльності ув'язнених були господарські роботи в установах охорони здоров'я Дальбуду і сільськогосподарські роботи.
ЛО Центральної лікарні припинило своє існування в 1953 році.